# Admiralty Arch
L'Arche de l'Amirauté (en anglais : Admiralty Arch) est une arche monumentale située à Londres, à l'extrémité est du Mall qui va de Charing Cross et Trafalgar Square au palais de Buckingham, faisant partie de « the ceremonial route », l'itinéraire suivi lors des cérémonies protocolaires.
 
Elle a été construite en 1911 à l'emplacement de jardins horticoles (« Spring Gardens »), sur les plans de Aston Webb, à l'instigation d'Édouard VII en mémoire de sa mère, la reine Victoria. Cependant, Édouard mourra avant même de voir l'achèvement des travaux. 

L'inscription latine au-dessus du monument en témoigne :
(traduction : « En la dixième année du règne d'Édouard VII, à la reine Victoria, ses citoyens très reconnaissants, 1910 »)
Le monument est composé de trois porches, dont celui du centre est fermé en temps normal par une grille de fer forgé, car il est emprunté uniquement par le souverain britannique lors des cérémonies officielles. Les deux autres sont accessibles à la circulation automobile et piétonne. Ces porches sont encadrés de part et d'autre de deux bâtiments comprenant  plusieurs bureaux, en général occupés par le Cabinet.
L'Arche de l'Amirauté est reliée au sud, par un pont enjambant une allée de Spings Gardens, au Old Admiralty Building attenant, dont la façade principale est située sur Horse Guards Parade.